# Rachel Maddow
Rachel Anne Maddow, född 1 april 1973 i Castro Valley i Kalifornien, är en amerikansk programledare, politisk kommentator och författare. 
Sedan 2008 leder hon TV-programmet The Rachel Maddow Show på MSNBC. Hennes radioprogram med samma namn sändes på Air America Radio 2005–2010. Hon är den första öppet lesbiska kvinnan att leda ett amerikanskt nyhetsprogram. Maddow är utbildad vid Stanford University och Oxfords universitet.